# Sandro Raniere

Sandro Raniere Guimarães Cordeiro (født 15. marts 1989), bedre kendt som Sandro, er en brasiliansk Defensiv midtbanespiller, der spiller for den italienske klub Benevento, udlejet fra Antalyaspor i Tyrkiet.

## Ungdomskarriere
Sandro er et produkt af Internacional's ungdomsakademi. Han begyndte sin senior karriere i 2007 som 18-årig. Han beskrives som en defensiv midtbanespiller der kommer med frem.
Sandro var en af de største spillere i Internacional's prisbelønnede 2010 Copa Libertadores kampagne. Sandro var allerede en Tottenham spiller gennem det meste af tunneringen, men det påvirkede ikke hans præstation negativt: tværtimod, han sagde, at han "levede med stor intensitet, som hver kamp kunne være den sidste".
Med dette i tankerne, arbejdede han hårdt for at hjælpe Internacional med at nå frem til finalen. Efter at have vundet South America's top trophy, fløj han til England ugen efter.

## Landshold
Sandro står (pr. marts 2018) registreret for sytten kampe for Brasiliens landshold. Sandro fik sin fulde debut for det brasilianske landshold som udskifter i en VM kvalifikations kamp mod Chile den 9. september 2009. Sandro scorede sit første mål mod Gabon i en venskabskamp den 10. november 2011. 